# 2024年パリパラリンピックのガボン選手団
2024年パリパラリンピックのガボン選手団は、2024年8月28日から9月8日までフランスのパリで開催された2024年パリパラリンピックガボン選手団の名簿。

## 選手団
- 人員: 選手 2人
- 開会式旗手: ダヴィー・ムカニ、オドレ・メンゲ

## 種目別選手・スタッフ名簿及び成績

### 陸上
| 選手             | 種目           | 予選      | 予選       | 決勝     | 決勝     |
| 選手             | 種目           | 結果      | 順位       | 結果     | 順位     |
| ---------------- | -------------- | --------- | ---------- | -------- | -------- |
| ダヴィー・ムカニ | 男子100m T47   | 12秒90    | 17位 (8着) | 予選敗退 | 予選敗退 |
| オドレ・メンゲ   | 女子円盤投 F57 | 12.37m PB | 6位        | 予選敗退 | 予選敗退 |